# Campeonato Catarinense de Futebol de 2017 - Série B
A Série B do Campeonato Catarinense de Futebol de 2017 foi a 31ª edição do segundo nível do futebol catarinense. Realizada e organizada pela Federação Catarinense de Futebol, a competição foi disputada por dez clubes entre os dias 1 de julho e 15 de outubro.
Nesta edição, a principal novidade foi a alteração no regulamento em relação ao limite de idade dos atletas participantes. Os jogadores deverão ter idade máxima de 23 anos, nascidos a partir de 1994. Mesmo assim, cada equipe pode inscrever até cinco atletas com idade superior por partida.

## Regulamento
A disputa do Campeonato Catarinense Série B 2017 poderia ter três ou quatro fases. 
Nas duas primeiras fases (Turno e Returno), as equipes se enfrentaram todos contra todos no sistema de pontos corridos. Caso a mesma equipe conquiste ambos os turnos, esta seria declarada a campeã da competição e garantindo assim a vaga para a Série A do Campeonato Catarinense em 2018. As equipes segunda e terceira colocadas na soma de pontos geral se enfrentariam na semifinal em confronto eliminatório, jogos de ida e volta, para decidir qual equipe obterá a segunda vaga na elite.
A competição teria quatro fases, com semifinais e finais, caso equipes diferentes conquistem o turno e o returno. As duas equipes melhor classificadas na soma de pontos geral enfrentam os campeões do Turno e do Returno, em confronto eliminatório, jogos de ida e volta, com o campeão do Turno enfrentando o segundo melhor classificado no geral e o campeão do Returno enfrentando o primeiro melhor classificado no geral. As equipes que somarem mais pontos nesta fase ao final das duas partidas estarão classificadas para a quarta fase da competição, as finais. 
A final também será disputada em confronto eliminatório, jogos de ida e volta. A equipe que somar mais pontos nas duas primeiras fases será mandante da partida de volta. O vencedor da disputa será considerado Campeão Catarinense da Série B de 2017. Neste caso o campeão e o vice terão o acesso garantido na elite do futebol catarinense em 2018.

### Sub-23
O Campeonato Catarinense da Série B de 2017 foi a primeira vez que houve um limite de idade nesta competição. Este limite foi de 23 anos, ou seja, atletas nascidos a partir de 1994. A nova regra foi decidida em uma reunião do Conselho Técnico do Campeonato Catarinense da Série B, na sede da Federação Catarinense de Futebol, em Balneário Camboriú. O conselho decidiu também que cada equipe poderá utilizar até cinco atletas acima da idade limite por partida.

### Inscrições
Até o último dia útil antes do início da terceira rodada do Returno da competição, cada equipe deve que inscrever de 18 a 35 atletas. Durante a disputa do Campeonato as equipes pode realizar substituições na lista, desde que por motivo de lesões, previamente comprovado por laudo médico, ou rescisão contratual.

### Critérios de desempate
Caso haja empate de pontos entre dois clubes, os critérios de desempates são aplicados na seguinte ordem:

1. Número de vitórias

2. Saldo de gols

3. Gols marcados

4. Número de cartões vermelhos

5. Número de cartões amarelos

6. Sorteio.

## Equipes participantes
| Equipe              | Cidade             | Em 2016       | Estádio                  | Capacidade | Títulos               |
| ------------------- | ------------------ | ------------- | ------------------------ | ---------- | --------------------- |
| Barra-SC            | Balneário Camboriú | 7°            | Camilo Mussi             | 1 760      | 0                     |
| Camboriú            | Camboriú           | 10º (Série A) | Robertão                 | 3 300      | 1 (2011)              |
| Concórdia           | Concórdia          | 3°            | Domingos Machado de Lima | 3 161      | 0                     |
| Fluminense-SC*      | Joinville          | 2º (Série C)  | Arena Joinville          | 20 160     | 0                     |
| Guarani de Palhoça  | Palhoça            | 9º (Série A)  | Estádio Renato Silveira  | 2 081      | 2 (2003 e 2012)       |
| Hercílio Luz        | Tubarão            | 4°            | Aníbal Costa             | 3 570      | 0                     |
| Jaraguá             | Jaraguá do Sul     | 9°            | Botafogo                 | 1 000      | 0                     |
| Juventus de Jaraguá | Jaraguá do Sul     | 5°            | João Marcatto            | 5 270      | 0                     |
| Marcílio Dias       | Itajaí             | 8º            | Hercílio Luz             | 12 000     | 3 (1999, 2010 e 2013) |
| Operário de Mafra   | Mafra              | 6°            | 16 de Abril              | 2 000      | 0                     |

*Somente o campeão da Série C de 2016 (Itajaí) teria a vaga para a disputa da Série B de 2017. Mas como este decidiu não participar da competição em 2017, devido a problemas financeiros, a vaga foi cedida ao vice-campeão Fluminense-SC.

## Turno

### Premiação
| Primeiro Turno de 2017 |
| Tubarão                |
| ---------------------- |
| Hercílio Luz           |

## Returno

### Premiação
| Segundo Turno de 2017 |
| Concórdia             |
| --------------------- |
| Concórdia             |

## Confrontos
|                     | BAR | CAM | CON | FLU | GUA | HER | JAR | JUV | MAR | OPE |
| ------------------- | --- | --- | --- | --- | --- | --- | --- | --- | --- | --- |
| Barra               | —   | 1–0 | 1–0 | 1–0 | 4–2 | 1–1 | 3–0 | 2–1 | 1–1 | 0–1 |
| Camboriú            | 2–2 | —   | 1–1 | 0–0 | 1–0 | 1–0 | 6–0 | 2–0 | 0–1 | 2–0 |
| Concórdia           | 2–0 | 2–1 | —   | 2–0 | 0–0 | 1–1 | 4–1 | 3–0 | 0–0 | 1–1 |
| Fluminense          | 1–1 | 1–2 | 2–3 | —   | 1–2 | 0–2 | 3–0 | 2–2 | 0–0 | 2–2 |
| Guarani de Palhoça  | 0–0 | 1–0 | 1–2 | 2–1 | —   | 0–0 | 3–1 | 2–0 | 2-2 | 1–0 |
| Hercílio Luz        | 3–2 | 2–3 | 1–1 | 0–1 | 1–0 | —   | 7–1 | 2–0 | 1–0 | 3–0 |
| Jaraguá             | 0–6 | 1–2 | 0–7 | 1–1 | 0–2 | 2–5 | —   | 3–2 | 0–4 | 2–1 |
| Juventus de Jaraguá | 1–1 | 0–2 | 2–5 | 2–2 | 4–1 | 1–1 | 1–0 | —   | 2–3 | 3–0 |
| Marcílio Dias       | 2–0 | 0–0 | 2–1 | 0–1 | 0–2 | 4–0 | 3–2 | 3–0 | —   | 2–1 |
| Operário de Mafra   | 1–6 | 4–2 | 1–2 | 1–0 | 1–4 | 1–4 | 4–0 | 1–0 | 0–1 | —   |

| Vitória do mandante | Vitória do visitante | Empate |

## Fase Final

### Final
|  | Semifinais    | Semifinais | Semifinais | Semifinais |   |              | Final | Final | Final | Final |
|  |               |            |            |            |   |              |       |       |       |       |
|  | Hercílio Luz  | 2          | 3          | 5          |   |              |       |       |       |       |
|  | Camboriú      | 1          | 1          | 2          |   |              |       |       |       |       |
|  | Camboriú      | 1          | 1          | 2          |   | Hercílio Luz | 1     | 0     | 1     |       |
|  |               |            |            |            |   | Hercílio Luz | 1     | 0     | 1     |       |
|  |               | Concórdia  | 3          | 0          | 3 |              |       |       |       |       |
|  | Concórdia     | Concórdia  | 3          | 0          | 3 | 1            | 1     | 2     |       |       |
|  | Concórdia     |            |            |            |   | 1            | 1     | 2     |       |       |
|  | Marcílio Dias | 2          | 0          | 2          |   |              |       |       |       |       |

## Premiação
| Campeão da Série B do Campeonato Catarinense de 2017 |
| Concórdia                                            |
| ---------------------------------------------------- |
| Concórdia Campeão (1º título)                        |

## Artilharia
Atualizado em 16 de outubro de 2017.
| Gols | Jogador      | Time               |
| ---- | ------------ | ------------------ |
| 13   | Marcos Paulo | Concórdia          |
| 11   | Brasão       | Camboriú           |
| 11   | Juliano      | Guarani de Palhoça |
| 8    | Jean Carlos  | Barra-SC           |